# Teleférico de Bariloche
El Teleférico de Bariloche, también conocido como Teleférico Cerro Otto es un medio de transporte de carácter turístico ubicado en el Cerro Otto, en la ciudad de San Carlos de Bariloche, Argentina. El teleférico traslada a los turistas a la cima del cerro desde su base en el barrio Melipal. 
Único en su tipo en el país y construido íntegramente en San Carlos de Bariloche, el teleférico se construyó con ingeniería y mano de obra exclusivamente local y demandó una inversión de $1 500 000.[cita requerida] Desde su inauguración, en 1980, los pasajeros, que hasta entonces debían ascender de a pie hasta la largada de las pistas nuevamente, pueden hacerlo en este moderno medio de transporte, sin dejar de disfrutar del paisaje ya que su carrocería se encuentra totalmente vidriada.

## Características técnicas
| tiempo de recorrido       | 12 min        |
| longitud                  | 2100 metros   |
| altitud estación inferior | 800 m         |
| altitud estación superior | 1045 m        |
| desnivel                  | 245 m         |
| pendiente máxima          | '             |
| velocidad máxima          | '             |
| capacidad tren            | '             |
| capacidad/hora            | 800 pasajeros |